# Waldbrände in Israel 2016

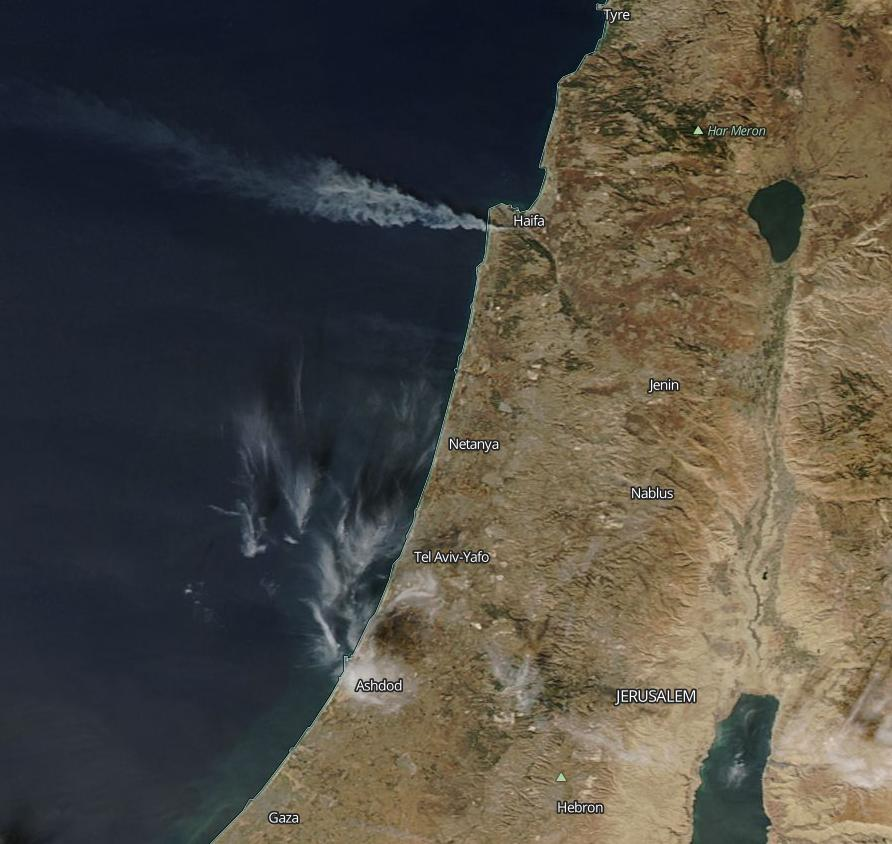
Israel am 24. November 2016. Deutlich zu sehen sind die Rauchschwaden der Brände über dem Land.
Interpoliertes und verschnittenes Satellitenbild der NASA

Großflächige Waldbrände in Israel loderten ab dem 21. November 2016 an verschiedenen Stellen des Landes. In der Region Haifa mussten mehrere Ortschaften evakuiert werden; 60.000 Menschen waren davon betroffen.

## Hintergrund und Verlauf
Eine Dürreperiode seit September 2016 zusammen mit trockenen Winden begünstigten die Feuer. Teilweise herrschten im November noch Temperaturen um 30 Grad Celsius. Wie auch bei den verheerendsten Waldbränden in der Geschichte des Staates Israel 2010 brachen die Brände zunächst wieder im Karmel-Gebirge in Nordisrael aus. Zeitweise wüteten dabei über 58 Brandherde gleichzeitig. Dabei starben 44 Menschen und zahlreiche wurden verletzt.
Nach der Brandkatastrophe 2010 hatten sich die Feuerwehren in Israel darüber beschwert, dass ihnen zu wenig Personal und nur veraltetes Gerät zur Verfügung gestanden habe. Das Land besaß damals kein einziges eigenes Löschflugzeug. Es kam zu einer breiten gesellschaftlichen Debatte und Feuerwehrmänner kritisierten, dass die Regierung Netanjahu viel in Rüstung und wenig in Katastrophenschutz investiert habe. Als Konsequenz daraus schaffte das Land für 14 Millionen Euro Löschflugzeuge an und baute eine eigene Löschflugzeugflotte auf mit sieben Maschinen vom Typ Air Tractor AT-802. Die Einheit wurde nach Elad Riven benannt, dem jüngsten Todesopfer der Brandkatastrophe 2010 im Karmel-Gebirge.
An mehreren Stellen gab es Brandstiftungen. Die israelische Polizei nahm im Verlauf der Brände 35 Personen fest, die verdächtig sind, Brände gelegt zu haben.
Mindestens 80 Menschen, vor allem in der Region Haifa, erlitten im Verlauf Rauchverletzungen oder Schocks.

## Betroffene Gebiete

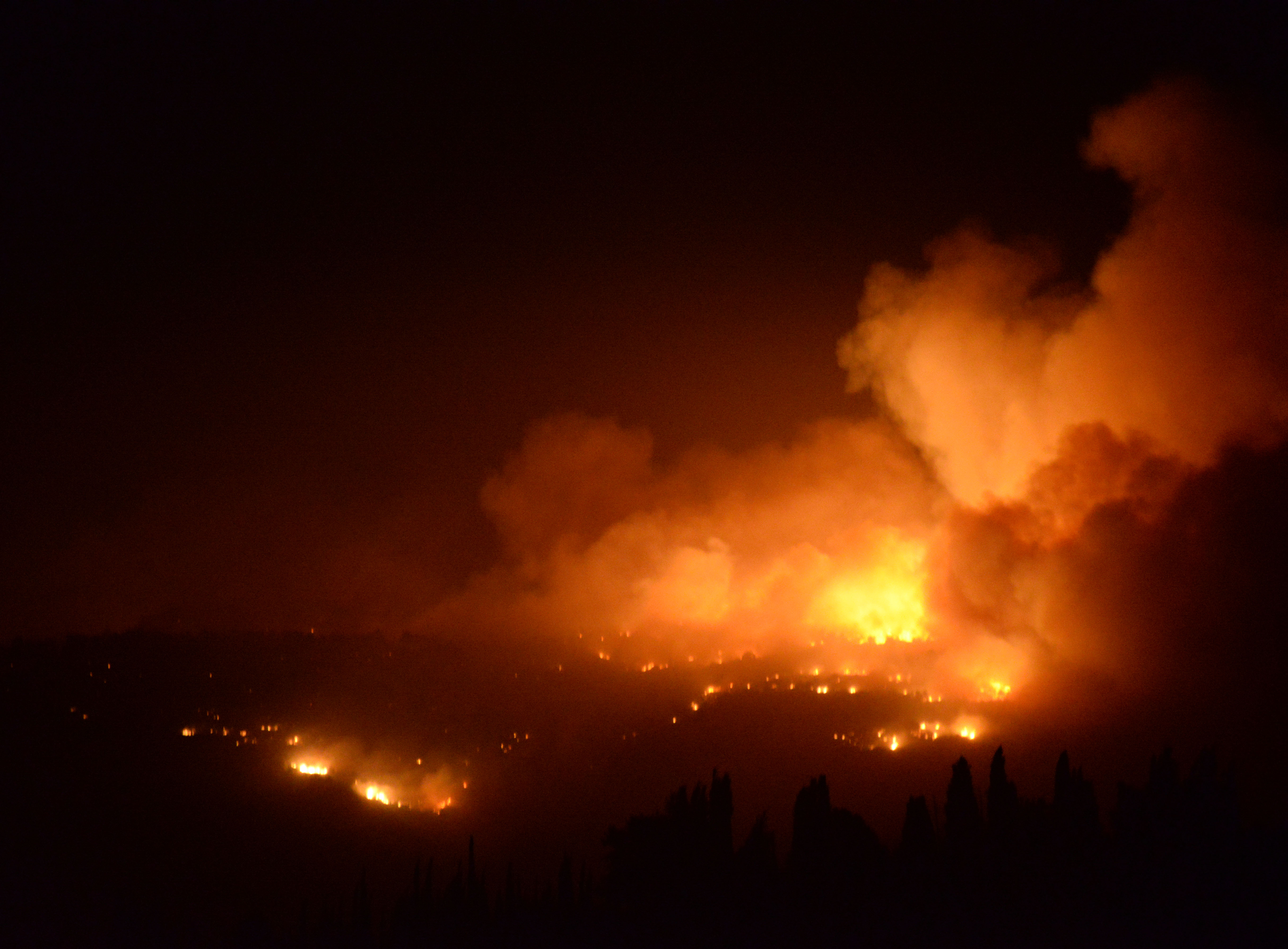
Feuerschein der Brände im Judäischen Bergland am Spätabend des 25. November 2016

### Region Haifa
Besonders betroffen war die Region um Haifa in Nordisrael und im Karmel-Gebirge. Dort brach der erste Brand in der historischen Stadt Zichron Ja’akow am Rande des Gebirges aus. Später kamen Feuer in den Städten Naharija, Harduf, Maʿalot-Tarshiha und Jarka hinzu.
Tausende Menschen in und um Haifa brachten sich ab dem 23. November in Sicherheit. Zudem wurden mehrere Wohngebiete der drittgrößten Stadt des Landes geräumt. Rund 70.000 Menschen (ein Viertel der Gesamtbevölkerung) waren zur Räumung ihrer Häuser aufgerufen worden, berichtete die Zeitung Haaretz. Am Freitag, dem 25. November, waren die meisten Feuer um Haifa unter Kontrolle.

### Region Galiläa
In Nazareth bedrohten die Flammen eine Schule.

### Westjordanland
In der Westjordanland-Siedlungen Dolev, Alfei Menasche und Karnei Schomron brach ebenfalls  Feuer aus. Hunderte jüdische Siedler flohen vor den Bränden.

### Region Jerusalem
Das Dorf Nataf auf den Hügeln vor Jerusalem musste vollständig evakuiert werden. Mindestens drei Häuser brannten nieder.

## Lösch- und Rettungsarbeiten

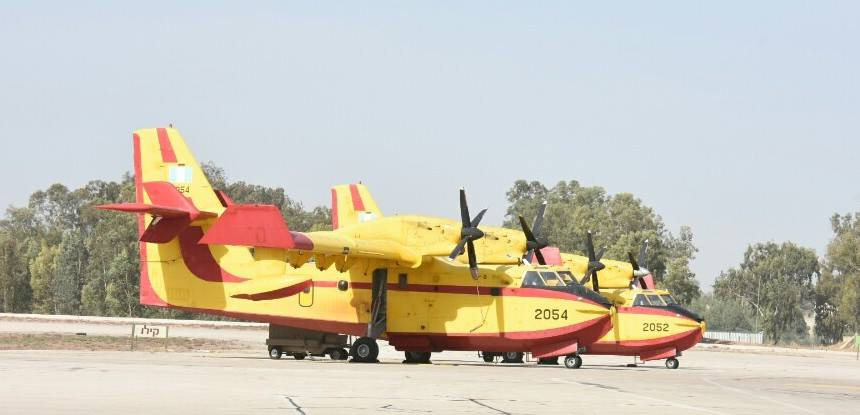
Zwei Brandbekämpfungsflugzeuge vom Typ Canadair CL-415 der griechischen Luftwaffe am 24. November 2016 in Israel

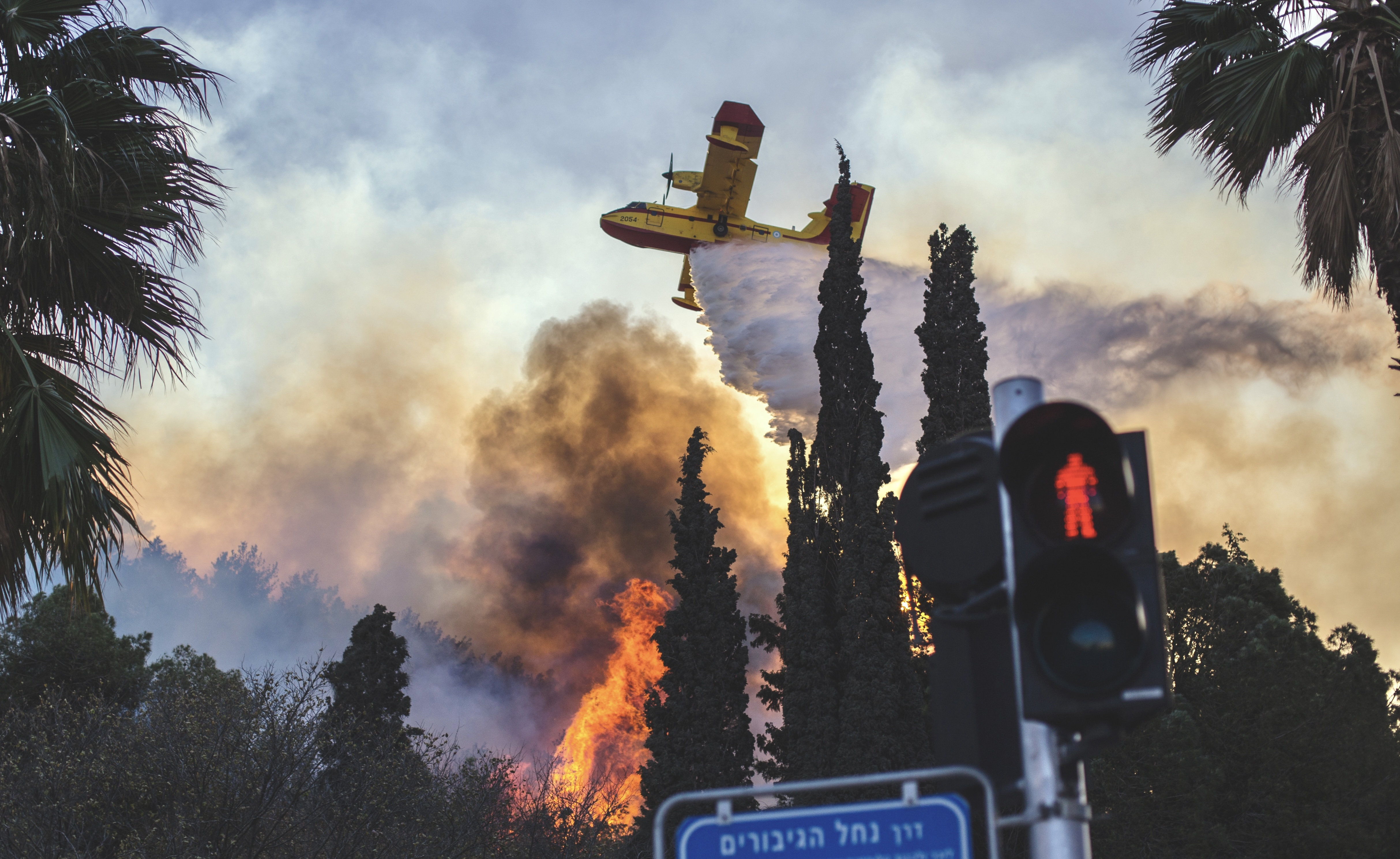
Einsatz eines griechischen Löschflugzeuges bei Haifa

Die nationale Feuerwehr Israels (Sherutei Kaba'ut VeHatzala) war mit Einheiten im ganzen Land im Einsatz. Zusätzlich wurden Einheiten der Armee zur Brandbekämpfung eingesetzt. Palästinensische Feuerwehrteams trafen ab dem 24. November in Haifa ein und beteiligten sich an den Löscharbeiten mit acht Fahrzeugen und 40 Einsatzkräften.
Insgesamt zehn Löschflugzeuge aus Russland, der Türkei, Italien, Griechenland, Frankreich, Spanien, Kanada und Kroatien machten sich auf den Weg in Richtung Israel, um bei den Löscharbeiten zu helfen. Die Republik Zypern schickte ebenfalls ein Löschflugzeug; das Land hatte im Juni 2016 Hilfe u. a. von Israel erhalten, als große Brände im Troodos-Gebirge ausbrachen. Premierminister Benjamin Netanjahu bat den russischen Präsidenten Wladimir Putin um Hilfe, welcher sofort zusagte. Aus den USA kam am Freitagabend, den 25. November 2016, eine zum Löschflugzeug umgebaute Boeing 747-400, „Supertanker“ genannt. Damit konnten Löscharbeiten auch nachts durchgeführt werden.

## Reaktionen
Die Serie an Bränden entwickelte sich zu einem Politikum zwischen Israelis und Palästinensern. In israelischen Medien wurden Vorwürfe erhoben, dass die Feuer von Palästinensern aus nationalistischen Gründen gelegt worden seien; vereinzelt war von einer „Feuer-Intifada“ die Rede. Wasel Abu Jussef, Mitglied des PLO-Exekutivkomitees, sprach von grundlosen und unzutreffenden Anschuldigungen, mit denen israelische Offizielle versuchten, die israelische Öffentlichkeit gegen die Palästinenser aufzuhetzen.
Nach Angaben des staatlichen israelischen Rundfunks sagte Premierminister Netanjahu, dass diejenigen, die absichtlich Feuer gelegt haben, ihre israelische Staatsbürgerschaft verlieren könnten, denn es handele sich um einen terroristischen Akt. Der Chef der Israelischen Polizei Roni Alscheich sagte am 25. November: „Es ist davon auszugehen, dass die Fälle von Brandstiftung nationalistisch motiviert waren.“ Der Inlandsgeheimdienst Schin Bet ermittelt. Gilad Erdan, israelischer Politiker und Minister für Öffentliche Sicherheit, gab an, dass mehr als die Hälfte der Brände auf Brandstiftung zurückzuführen seien.
Am 27. November dankte Israels Regierungschef Benjamin Netanjahu dem Palästinenserpräsidenten Mahmud Abbas für palästinensische Hilfe beim Kampf gegen Großbrände in Israel und dem Westjordanland. Auch Oppositionsführer Jitzchak Herzog dankte den palästinensischen Einsatzkräften und äußerte die Überzeugung, „dass aus dieser Tragödie ein Schimmer der Hoffnung erwächst, dass die Dinge anders sein können“.